# Amukta Pass
Amukta Pass – cieśnina na Oceanie Spokojnym w archipelagu Aleutów, oddzielająca wyspy Amukta i Seguam. Ma 35 mil (56 km) szerokości i od 330 stóp (100 m) do 1800 stóp (550 m) głębokości. Wśród wielorybników jest znana jako Seventy-second Pass ze względu na swoją długość geograficzną.